# Libera (serie televisiva)
Libera è una serie televisiva italiana diretta da Gianluca Mazzella, trasmessa in prima visione su Rai 1 dal 19 novembre al 10 dicembre 2024, con protagonista Lunetta Savino.

## Trama
Libera Orlando, giudice a Trieste, cerca il responsabile della morte della figlia, Bianca, avvenuta quindici anni prima e per riuscirci è disposta a tutto.

## Episodi
| Stagione       | Episodi | Prima TV |
| -------------- | ------- | -------- |
| Prima stagione | 8       | 2024     |

## Personaggi e interpreti

### Personaggi principali
- Libera Orlando, interpretata da Lunetta Savino.
Giudice integerrimo che vuole far luce sulla misteriosa morte della figlia avvenuta quindici anni prima.
- Pietro Zanon, interpretato da Matteo Martari.
Pregiudicato con il quale Libera si ritrova a collaborare; si scopre essere l'ex fidanzato di Bianca e quindi il padre di Clara.
- Ettore Rizzo, interpretato da Gioele Dix.
Collega di Libera.
- Davide Moresco, interpretato da Claudio Bigagli.
Vicequestore ed ex marito di Libera.
- Aldo Ferrero, interpretato da Roberto Citran.
Nemico di Libera in Tribunale e Presidente della Sezione Penale.
- Isabella Orlando, interpretata da Monica Dugo.
Sorella di Libera con la quale si scontra spesso; ha una clinica veterinaria.
- Clara, interpretata da Daisy Pieropan.
Nipote di Libera e figlia di Pietro, studia al liceo scientifico.

### Personaggi secondari
- Valentina Munafò: Bianca Moresco, figlia di Libera.
- David Sebasti: pubblico ministero De Marco detto "il vampiro".
- Davide Iacopini: Vanni Rosani, titolare dello Yacht Club.
- Gaia Nanni: Ilaria, nuova compagna di Davide Moresco.
- Lorenzo Acquaviva: Furlan, collega di Ferrero e Libera.
- Giuseppe Brunetti: Petronio, poliziotto che lavora con Moresco.
- Enzo Casertano: Giuseppe Caria, testimone di un processo.
- Matteo Santorum: Elia Ferrero, nipote di Aldo e fidanzatino di Clara.
- Davide Stefanato: Fabrizio, collaboratore di Libera.
- Francesca Giovannetti: Sibilla, collega di Ferrero e Libera
- Loredana Cannata: Elena Gregori, avvocato d'ufficio prima di Rosani e poi di Zanon.
- Maurizio Zacchigna: Italo Zanon, padre di Pietro e titolare dell'Osteria al porto.
- Anita Kravos: Gina, moglie di Italo e cameriera dell'Osteria al porto.
- Gianluca Bazzoli: Giacomo Ferrero, figlio di Aldo Ferrero e amico di Bianca.
- Dario Manera: Riccardo Rizzo, fratello disabile di Ettore.
- Federico Scribani: Sergio Covacich, imprenditore del settore nautico assolto nel 2008 dall'accusa di traffico internazionale di stupefacenti.
- Luca Filippi: Teschio, scagnozzo di Covacich.
- Augusto Zucchi: Carlo Bosso, giudice del processo Covacich.

## Produzione
La serie è diretta da Gianluca Mazzella, scritta da Mauro Casiraghi e Eleonora Fiorini e prodotta dalla 11 Marzo Film in collaborazione con Rai Fiction.

### Riprese
Le riprese si sono tenute dal settembre al dicembre del 2023 a Trieste (Palazzo Carciotti trasformato nella Questura, il Palazzo di Giustizia, Piazza Unità d'Italia, il porto, lo Yacht Club, le Rive e il quartiere Melara), Muggia, Monfalcone, Duino Aurisina e Lubiana in Slovenia.

## Riconoscimenti
- Nastri d'argento - Grandi Serie
  - 2025 – Candidatura alla miglior attrice protagonista a Lunetta Savino[3]
- Italian Global Series Festival
  - 2025 – Candidatura alla miglior sceneggiatura in una serie drama a Mauro Capucci Casiraghi, Eleonora Fiorini[4]
  - 2025 – Candidatura alla miglior attrice protagonista in una serie drama a Lunetta Savino